# Stenopyrgota mexicana
Stenopyrgota mexicana is een vliegensoort uit de familie van de Pyrgotidae. De wetenschappelijke naam van de soort is voor het eerst geldig gepubliceerd in 1929 door Malloch.